# Jevhenij Skyba
Jevhenij Volodymyrovyč Skyba (in ucraino Євгеній Володимирович Скиба?; Bila Cerkva, 25 marzo 2003) è un calciatore ucraino, difensore del Čornomorec'.

## Carriera
Skyba è cresciuto nel settore giovanile del Mynaj e nell'estate del 2022 è stato ceduto in prestito all'FSC Mariupol' dove ha iniziato la sua carriera professionistica. Ha fatto il suo esordio il 27 agosto nell'incontro di Perša Liha perso 3-0 contro il Karpaty.
Nell'estate seguente è stato prestato con la stessa formula al Chust, ma dopo soli sei mesi è stato richiamato per disputare la seconda parte di stagione. Ha debuttato in Prem"jer-liha il 25 febbraio nell'incontro pareggiato 1-1 contro il Dnipro-1 ed una settimana più tardi ha segnato il suo primo gol in carriera nel successo casalingo per 2-0 contro il Metalist 1925.
Il 9 settembre 2024 è stato acquistato a titolo definitivo dal Čornomorec'.

## Statistiche

### Presenze e reti nei club
Statistiche aggiornate all'8 dicembre 2024.
| Stagione        | Squadra         | Campionato      | Campionato | Campionato | Coppe nazionali | Coppe nazionali | Coppe nazionali | Coppe continentali | Coppe continentali | Coppe continentali | Altre coppe | Altre coppe | Altre coppe | Totale | Totale | Totale |
| Stagione        | Squadra         | Comp            | Pres       | Reti       | Comp            | Pres            | Reti            | Comp               | Pres               | Reti               | Comp        | Pres        | Reti        | Pres   | Reti   |        |
| --------------- | --------------- | --------------- | ---------- | ---------- | --------------- | --------------- | --------------- | ------------------ | ------------------ | ------------------ | ----------- | ----------- | ----------- | ------ | ------ | ------ |
| 2022-2023       | FSC Mariupol'   | 1L              | 11         | 0          | -               | -               | -               | -                  | -                  | -                  | -           | -           | -           | 11     | 0      |        |
| 2023-gen. 2024  | Chust           | 1L              | 17         | 0          | CU              | 1               | 0               | -                  | -                  | -                  | -           | -           | -           | 18     | 0      |        |
| gen.-giu. 2024  | Mynaj           | PL              | 14+2       | 1+0        | CU              | 0               | 0               | -                  | -                  | -                  | -           | -           | -           | 16     | 1      |        |
| ago. 2024       | Mynaj           | 1L              | 2          | 0          | CU              | 2               | 0               | -                  | -                  | -                  | -           | -           | -           | 4      | 0      |        |
| Totale Mynaj    | Totale Mynaj    | Totale Mynaj    | 18         | 1          |                 | 2               | 0               |                    | -                  | -                  |             | -           | -           | 20     | 1      |        |
| 2024-2025       | Čornomorec'     | PL              | 11         | 2          | CU              | 0               | 0               | -                  | -                  | -                  | -           | -           | -           | 11     | 2      |        |
| Totale carriera | Totale carriera | Totale carriera | 57         | 3          |                 | 3               | 0               |                    | -                  | -                  |             | -           | -           | 60     | 3      |        |